# Non si sevizia un paperino
Non si sevizia un paperino (Engels: Don't Torture a Duckling) is een Italiaanse horrorfilm (giallo) uit 1972, geregisseerd door Lucio Fulci.

## Verhaal
In een klein Zuid-Italiaans dorpje worden enkele plaatselijke jochies op wrede wijze vermoord. Journalist Andrea Martelli gaat op onderzoek uit, samen met Patrizia, een excentrieke jonge vrouw (Barbara Bouchet), en vraagt ook hulp van eerwaarde Don Alberto van het dorpje.
Ondertussen gaat ook de politie langs bij verschillende verdachten en probeert ze de oplopende spanningen van de inwoners te sussen.

## Rolverdeling
| Acteur                 | Personage                                   |
| ---------------------- | ------------------------------------------- |
| Tomás Milián           | Andrea Martelli                             |
| Barbara Bouchet        | Patrizia                                    |
| Florinda Bolkan        | La Maciara (de "heks")                      |
| Irene Papas            | Dona Aurelia Avallone, Don Alberto's moeder |
| Marc Porel             | Don Alberto Avallone                        |
| Georges Wilson         | "Oom" Francesco                             |
| Antonello Campodifiori | Politie-inspecteur                          |
| Ugo D'Alessio          | Hoofdinspecteur Modesti                     |
| Virgilio Gazzolo       | Politiecommissaris                          |
| Vito Passeri           | Giuseppe Barra                              |
| Rosalia Maggio         | Mevrouw Spriano, Micheles moeder            |
| Andrea Aureli          | Meneer Lo Cascio, Bruno's vader             |
| Linda Sini             | Mevrouw Lo Cascio, Bruno's moeder           |
| Franco Balducci        | Meneer Spriano, Micheles vader              |
| Fausta Avelli          | Malvina, Don Alberto's zusje (onvermeld)    |
| Marcello Tamborra      | Michele Spriano (onvermeld)                 |
| Onvermelde jeugdacteur | Bruno Lo Cascio                             |
| Onvermelde jeugdacteur | Tonino                                      |
| Duilio Cruciani        | Mario (onvermeld)                           |